# 重職心得箇条
重職心得箇条（じゅうしょくこころえかじょう）とは、幕末の天保・弘化の頃、幕府教学の大宗であった佐藤一斎が、その出身地である岩村藩の為に作った重役の心構えを書き記したものであり、聖徳太子の十七条憲法に擬して十七箇条に説かれてある。

## 原文
- 一． 重職と申すは、家国の大事を取り計らうべき職にして、此の重の字を取り失ひ、軽々しきはあしく候。大事に油断ありては、其の職を得ずと申すべく候。先づ挙動言語より厚重にいたし、威厳を養ふべし。重職は君に代わるべき大臣なれば、大臣重うして百事挙がるべく、物を鎮定する所ありて、人心をしづむべし、斯くの如くにして重職の名に叶ふべし。又小事に区々たれば、大事に手抜きあるもの、瑣末を省く時は、自然と大事抜け目あるべからず。斯くの如くして大臣の名に叶ふべし。凡そ政事は名を正すより始まる。今先づ重職大臣の名を正すを本始となすのみ。
- 二． 大臣の心得は、先づ諸有司の了簡（りょうけん）を尽くさしめて、是れを公平に裁決する所其の職なるべし。もし有司の了簡より一層能（よ）き了簡有りとも、さして害なき事は、有司の議を用いるにしかず。有司を引き立て、気乗り能（よ）き様に駆使する事、要務にて候。又些少の過失に目つきて、人を容れ用いる事ならねば、取るべき人は一人も無き之れ様になるべし。功を以て過を補はしむる事可也。又堅才と云ふ程のものは無くても、其の藩だけの相応のものは有るべし。人々に択（よ）り嫌いなく、愛憎の私心を去って用ゆべし。自分流儀のものを取り計るは、水へ水をさす類にて、塩梅を調和するに非ず。平生嫌ひな人を能（よ）く用いると云ふ事こそ手際なり。此の工夫あるべし。
- 三． 家々に祖先の法あり、取り失ふべからず。又仕来（きた）り仕癖（しくせ）の習いあり、是れは時に従って変易あるべし。兎角目の付け方間違ふて、家法を古式と心得て除（の）け置き、仕来り仕癖を家法家格などと心得て守株（しゅしゅ）せり。時世に連れて動かすべきを動かさざれば、大勢立たぬものなり。
- 四． 先格古例に二つあり、家法の例格あり、仕癖の例格あり、先づ今此の事を処するに、斯様斯様あるべしと自案を付け、時宜を考へて然る後例格を検し、今日に引き合わすべし。仕癖の例格にても、其の通りにて能（よ）き事は其の通りにし、時宜に叶はざる事は拘泥すべからず。自案と云ふもの無しに、先づ例格より入るは、当今役人の通病（つうへい）なるべし。
- 五． 応機と云ふ事あり肝要也。物事何によらず後の機は前に見ゆるもの也。其の機の動き方を察して、是れに従ふべし。物に拘（こだわ）りたる時は、後に及んでとんと行き支（つか）へて難渋あるものなり。
- 六． 公平を失ふては、善き事も行はれず。凡そ物事の内に入ては、大体の中すみ見へず。姑（しばら）く引き除（の）きて、活眼にて惣体の体面を視て中を取るべし。
- 七． 衆人の圧服する所を心掛くべし。無利押し付けの事あるべからず。苛察を威厳と認め、又好む所に私するは皆小量の病なり。
- 八． 重職たるもの、勤め向き繁多と云ふ口上は恥ずべき事なり。仮令（たとえ）世話敷（せわし）くとも世話敷きと云はぬが能（よ）きなり、随分の手のすき、心に有余あるに非ざれば、大事に心付かぬもの也。重職小事を自らし、諸役に任使する事能（あた）はざる故に、諸役自然ともたれる所ありて、重職多事になる勢いあり。
- 九． 刑賞与奪の権は、人主のものにして、大臣是れ預かるべきなり。倒（さかし）まに有司に授くべからず。斯くの如き大事に至っては、厳敷（きびし）く透間あるべからず。
- 十． 政事は大小軽重の弁を失ふべからず。緩急先後の序を誤るべからず。徐緩（じょかん）にても失し、火急にても過つ也。着眼を高くし、惣体を見廻し、両三年四五年乃至十年の内何々と、意中に成算を立て、手順を遂（お）いて施行すべし。
- 十一． 胸中を豁大（かつだい）寛広にすべし。僅少の事を大造（=大層）に心得て、狹迫なる振る舞いあるべからず仮令（たとえ）才ありてお其の用を果たさず。人を容るる気象と物を蓄うる器量こそ、誠に大臣の体と云ふべし。
- 十二． 大臣たるもの胸中に定見ありて、見込みたる事を貫き通すべき元より也。然れども又虚懐公平にして人言を採り、沛然と一時に転化すべき事もあり。此の虚懐転化なきは我意の弊を免れがたし。能々（よくよく）視察あるべし。
- 十三． 政事に抑揚の勢いを取る事あり。有司上下に釣り合いを持つ事あり。能々（よくよく）弁（わきま）ふべし。此の所手に入て信を以て貫き義を以て裁する時は、成し難き事はなかるべし。
- 十四． 政事と云へば、拵へ事繕ひ事をする様にのみなるなり。何事も自然の顕れたる儘（まま）にて参るを実政と云ふべし。役人の仕組む事皆虚政也。老臣など此の風を始むべからず。大抵常事は成るべき丈は簡易にすべし。手数を省く事肝要なり。
- 十五． 風儀は上より起こるもの也。人を猜疑し蔭事を発（あば）き、たとへば誰に表向き斯様に申せ共、内心は斯様なりなどと、掘り出す習いは甚だあしし。上（かみ）に此の風あらば、下（しも）必ず其の習いとなりて、人心に癖を持つ。上下とも表裏両般の心ありて治めにくし。何分此の六（むつ）かしみを去り、其の事の顕（あらわ）れたるままに公平の計（はから）ひにし、其の風へ挽回したきもの也。
- 十六． 物事を隠す風儀甚だあしし。機事は密なるべけれども、打ち出して能（よ）き事迄も韜（つつ）み隠す時は却って衆人に探る心を持たせる様になるもの也。
- 十七． 人君の初政は、年に春のある如きものなり。先づ人心一新して、発揚歓欣の所を持たしむべし。刑賞に至っても明白なるべし。財帑（ざいど）窮迫の処より、徒（いたず）らに剥落厳沍（げんご）の令のみにては、始終行き立たぬ事となるべし。此の手心にて取り扱いあり度（たき）ものなり。

## 訳文
- 一． 重役というのは国家の大事を取り計らうべき役のことであって、重の一字を失い、軽々しいのは悪い。どっしりと人心や物事を鎮定するところがなければ重役の名に叶わぬ。小事にこせついては大事に手抜かりができる。瑣末を省けば自然と大事に手抜かりがなくなる道理である。政事は名を正すことから始まる。まず「重役大臣とは何ぞや」から正してゆかねばならぬ。
- 二． 大臣の心得は部下の考えを尽くさせて、これを公平に裁決するところにある。部下を引き立て、気合が乗るように使わねばならぬ。自分に部下のより善い考えがあっても、さして害のない事は部下の意見を用いた方がよい。些少の過失によって人を棄てず、平生嫌いな人間をよく用いてこそ手際である。自分流儀の者ばかり取るなどは、水へ水をさす類で調理にならぬ。
- 三． 祖法というものは失ってはならぬが、仕来り・仕癖というものがある。これは時に従って変えてよい。しかるにこれに拘泥しやすいものであるが、時世につれて動かすべきを動かさねば大勢は立たぬ。
- 四． 問題を処理するには、時宜を考えてまず自身の案を立て、それから先例古格を参考せよ。自案なしにまず先例から入るのが役人の通弊である。
- 五． 機に応ずということがある。何によらず後から起こることは予（あらかじ）め見えるものである。その機の動きを察して、拘泥ですに処理せねば、後でとんと行き詰まって困るものである。
- 六． 公平を失うては善いことも行われぬ。物事の内に入ってしまっては大体が分からぬ。しばらく捕われずに、活眼で全体を洞察せなばならぬ。
- 七． 衆人の心理を察せよ。無理・押し付けをするな。苛察を威厳と認めたり、好むところに私するのは皆小量の病である。
- 八． 重役たる者は“忙しい”と言うべきでない。ずいぶん手すき、心の余裕がなければ、大事に抜かりが出来るものである。重役が小事を自らして、部下に任すことが出来ないから、部下が自然ともたれて、重役が忙しくなるのである。
- 九． 刑賞与奪の権利は部下に持たせてはならない。これは厳しくして透間あらせてはならぬ。
- 十． 政事は大小軽重の弁、緩急先後の序を誤まってはならない。眼を高く着け、全体を見回し、両三年、四・五年乃至十年の計画を立て、手順を追って施行せよ。
- 十一． 胸中にゆとりを持たせ、広く寛大にすべし。つまらぬ事をたいそうらしく心得て、こせこせしてはならない。包容力こそ大臣の体というべきである。
- 十二． 大臣たる者、胸中に定見あって、見込んだ事を貫き通すべきはもちろんであるが、また虚心坦懐に人言を取り上げて、さっと一時に転化すべきこともある。これが出来ないのは我意の弊を免れない。
- 十三． 政事に抑揚の勢いを取るということあり、部下の間に釣り合いを持つということがある。これをよく弁えねばならぬ。此のところ手に入って、信を以て貫き、義を以て裁してゆけば、成し難い事とてないであろう。
- 十四． 政事といえば、拵え事、繕い事にばかりなるものである。何事も自然の顕れたままでゆくのを実政というのであって、役人の仕組むことはみな虚政である。老臣などこの風を始めてはならぬ。
- 十五． 風儀というものは上より起こるものである。特に表裏のひどいのは悪風である。何分この“むつかしみ”を去り、事の顕れたままに公平に計らう風を挽回したいものである。
- 十六． 物事を隠す風儀は甚だ悪い。機密ということはもちろん大切であるが、明けっ放していいことまでも包み隠しする時は、かえって衆人に探る心を持たせるようになるものである。
- 十七． 政の初めは年に春のあるようなものである。まず人心を一新して、元気に愉快なところを持たすようにせよ、刑賞も明白なれ。財政窮迫しているからといって、寒々と命令ばかりでは、結局行き立たぬことになろう。この手心で取り扱いありたきものである。